# 괘고정수
괘고정수(掛鼓亭樹)는 광주광역시 남구 원산동에 있는 조선시대의 왕버들이다. 1998년 5월 7일 광주광역시의 기념물 제24호로 지정되었다.

## 개요
높이가 약 15m인 이 왕버들은 필문(畢門) 이선제(李先齊,1389~1454)가 심었으며, 이 나무가 죽으면 가문도 쇠락할 것이라고 예언하였다고 한다. 후에 이선제의 후손이 과거에 급제하면 이 나무에 북을 걸어 놓고 축하연을 열었기 때문에 괘고정(掛鼓亭)이라는 이름으로 불리게 되었다.
1589년(선조22) 이른바 기축옥사(己丑獄事)라 불리는 정여립모반사건(鄭汝立謨叛事件)때, 이선제의 5대손 이발(李潑)과 그의 일족이 죽음을 당하면서 나무도 말라죽었다. 그러나 이후 이발의 억울함이 밝혀지자 다시 새 잎이 돋아 가문의 중흥을 예고하였다는 전설이 있다.

## 참고 문헌
- 괘고정수 - 국가유산청 국가유산포털